# Zargandeh
Zargandeh est un quartier au nord-est de Téhéran en Iran.